# Anthro/Socio
Anthro/Socio
Bruce Nauman, 1992

Videoinstallation aus 3 Videoprojektionen und 6 Monitoren

Anthro/Socio ist der Name von zwei Videoinstallationen des amerikanischen Künstlers Bruce Nauman aus den Jahren 1991 und 1992. Anthro/Socio – Rinde Spinning wurde durch die Präsentation auf der documenta IX international bekannt und befindet sich heute in der Hamburger Kunsthalle. Die Installation ist zusammengesetzt aus drei Videoprojektionen und sechs Monitoren, auf denen jeweils ein sich schnell drehender Kopf zu sehen ist, der in verschiedenen Tonhöhen die Worte „Feed me / eat me / Anthropology“, „Help me / hurt me / Sociology“ und „Feed me / help me / eat me“ singt. Anthro/Socio – Rinde Facing Camera wurde bereits 1991 im Museum of Modern Art in New York City gezeigt und verzichtet auf die Rotation des Kopfes.

## Beschreibung
Die Videoinstallation Anthro/Socio – Rinde Spinning besteht aus drei überlebensgroßen Videoprojektionen und sechs Monitoren, die jeweils zu zweit aufeinander gestapelt sind. Alle Medien zeigen den sich schnell drehenden kahlen Kopf des Performance-Künstlers und Opernsängers Rinde Eckert in jeweils verschiedenen Einstellungen, wobei er bei den Monitorstapeln jeweils einmal auf dem Kopf stehend gezeigt wird. Eckert singt in verschiedenen Tonhöhen die Worte „Feed me / eat me / Anthropology“, „Help me / hurt me / Sociology“ und „Feed me / help me / eat me“, wobei sein Gesichtsausdruck als der „angestrengte Gesichtsausdruck eines Chorknaben“ und in einer Tonhöhe „zwischen Aggressivität und Klage“ bezeichnet wird. Der Kopf wird am Kinn wie am oberen Kopfende abgeschnitten, wodurch er „wie eingezwängt in das elektronische Bildviereck“ erscheint. 
In Anthro/Socio – Rinde Facing Camera, das bereits 1991 vorgestellt wurde, wird auf die Drehung des Kopfes verzichtet und der Kopf wird aus einer näheren Perspektive gezeigt.

## Wirkung und Deutung
Der Betrachter wird von den Medien umstellt, befindet sich also inmitten der Installation und muss sich dadurch den Worten und den Bildern stellen. Nauman verzichtet auf eine Bühne oder eine trennende Rampe und zielt damit auf die Beteiligung des Betrachters ab, die ästhetische Distanz zwischen Betrachter und Werk wird aufgehoben. Der intensive Kontakt mit dem Dargestellten wird durch den direkten Blickkontakt verstärkt und die Worte prasseln auf den Betrachter in Befehlsform ein, ohne einen Dialog zu ermöglichen. Durch die Vielzahl der Köpfe und die immer gleichen Aufforderungen kann er sich nicht gegen den Eindruck der Installation wehren, er kann jedoch auch den Aufforderungen des Akteurs nicht nachkommen und ist dadurch hilflos. Die Installationen werden zu „psychophysischen Versuchsanordnungen“, in denen der Betrachter „vor allem verstörende Erfahrungen mit der als Medium der Überwachung eingesetzten Videotechnik machen kann.“
Anthro/Socio wird von Sylvia Martin als Verschmelzung verschiedener künstlerischer Mittel Naumans aus seiner künstlerischen Frühphase, die durch auf Video festgehaltene und körperbetonte Performances wie Dance or Exercise on the Perimeter of a Square (Square Dance) 1967/68 geprägt ist, sowie seiner Skulpturen in Form von Kopfabgüssen aus Wachs der späten 1980er Jahre angesehen.
Nach Kathrin Busch handelt es sich bei dem Werk um ein Beispiel Naumans für die Beschäftigung mit dem Schrei, wodurch sie Bezüge zu dem früheren Werk Concrete Tape Recorder von 1968 herstellt, bei dem ein Schrei auf einer Musikkassette aufgezeichnet und das Abspielgerät in einem Betonkubus eingesenkt wurde. Mit dem Werk wird der nicht mehr zu hörende Schrei entpersonalisiert, zugleich deutet der einfache Kubus als Objekt der Minimal Art auf eine Reduzierung auf das Wesentliche hin und steht dadurch gleichsam für „das Objekt der reinen Wahrnehmung“. Die Video-Installationen Naumans, und dabei insbesondere Anthro/Socio, werden dagegen vor allem aufgrund ihrer starken Einbeziehung des Betrachters in die Installation mit dem Theater der Grausamkeit des Antonin Artaud in Verbindung gesetzt.

## Belege
1. 1 2 3 4 5 6  Kathrin Busch: Ansteckung und Widerfahrniss. Für eine Ästhetik des Pathetischen. In: Kathrin Busch, Iris Därmann (Hrsg.): „pathos“: Konturen eines kulturwissenschaftlichen Grundbegriffs. transcript Verlag, Bielefeld 2007; S. 65–69. ISBN 978-3-89942-698-4. (Google Books)
2. 1 2 3 4 5  Anthro/socio. In: Sylvia Martin, Uta Grosenick: Video Art. Taschen GmbH, Köln 2006; S. 70–71. ISBN 978-3-8228-2947-9.